# 陈永柱
陈永柱（1935年3月22日—），男，云南鹤庆人，白族，中华人民共和国军事人物，中国人民解放军少将，曾任第八、九届全国政协委员。

## 生平
陈永柱生于鹤庆县云鹤镇。1947年6月加入中国民主青年同盟，1956年3月加入中国共产党。曾参与解放西藏。曾担任洛阳军分区副政委，基建工程兵政治部秘书处副处长、处长，解放军老干部俱乐部主任，全军老干部办公室副主任，总政治部老干部局副局长、局长，直属工作部部长、政委等职。1990年毕业于国防大学国防研究系第五期。1994年毕业于中共中央党校进修部省部级干部专题研究班。1988年9月授少将军衔。1996年退役。